# Iglesia de San Martín de Tours (Belchite Viejo)
La iglesia de San Martín de Tours en Belchite Viejo (provincia de Zaragoza, España) fue construida en las primeras décadas del siglo XV, aunque con posterioridad, entre 1550 y 1560, sufrió algunas reformas. Entre estas destacaron la elevación de la nave, la construcción de una galería superior, el cegamiento de algunos vanos y la apertura de otros nuevos, así como la decoración exterior del ábside. Además, en el siglo XVIII se amplió la nave con un tramo más a los pies, se modificaron algunas capillas laterales y se construyó la portada monumental. 

## Características
En la actualidad se encuentra en estado de ruina debido a los efectos de la guerra civil española durante la batalla de Belchite y al estado total de abandono al que se ha visto sometida durante las décadas posteriores. Tanto la iglesia como la torre tienen un basamento de piedra sillar, aunque el resto de la construcción está realizada en ladrillo. Originalmente, se trataba de una iglesia gótico-mudéjar con ábside poligonal y nave única cubierta con bóvedas de crucería, sometida a las citadas ampliaciones y reformas. La torre, adosada al lado meridional de la iglesia, tiene planta cuadrada y estructura de alminar almohade con machón central. 
Exteriormente, aparece dividida en tres pisos; el primero no presenta apenas decoración, mientras que en el segundo se observan diversos motivos de tradición mudéjar como zigzags, esquinillas, rombos… Por otro lado, el tercer piso, que cumplía la función de cuerpo de campanas, fue el más dañado por los bombardeos, aunque aún se mantiene el chapitel piramidal como remate.
Ha sido declarada bien de interés cultural